# Florencia Ponce De León
Florencia Ponce de León (Buenos Aires, 26 de febrero de 1992) es una jugadora argentina de Balonmano que se desempeña de lateral izquierdo tanto para su club, Ferro Carril Oeste como para la Selección nacional de Argentina.
En 2015, fue convocada por Argentina para disputar el Mundial de balonmano femenino realizado en Dinamarca (puesto 18); dos años más tarde integró la selección que finalizaría como subcampeona por detrás  de Brasil, al ser derrotadas por 38 a 20 en la final del torneo. Disputó el mundial 2017 en Alemania y fue jugadora suplente de los JJOO de Río 2016.
Participó en los juegos odesur del 2014 (chile) y 2018 (Bolivia) 
También en los panamericanos del 2012 ( República Dominicana ) y 2017 (buenos aires)

## Palmarés

### Clubes
Ferro Carril Oeste
- Apertura 2013.[11]
- Apertura 2014.[11]
- Apertura 2015.[11]
- Clausura 2015.[11]
- Apertura 2016.[11]
- Nacional de Clubes 2014.[11]
- Nacional de Clubes 2015.[12][11]
- Nacional de Clubes 2017[11].
- Nacional de Clubes 2017[11].
- Super 4 2015.[11]
- Super 4 2016.[11]

### Individual
- Mejor lateral izquierdo, Campeonato Panamericano 2017.
- Máxima goleadora, Campeonato Panamericano 2017.